# Philostéphanos de Cyrène
Philostéphanos de Cyrène (Philostephanus Cyrenaeus) 
était un écrivain hellénistique d'Afrique du Nord, qui était un élève du poète Callimaque à Alexandrie, et sans doute a-t-il travaillé dans cette ville au IIIe siècle av. J.-C.
Son histoire de Chypre, De Cypro, écrite pendant le règne de Ptolémée Philopator (222–206 av. J.-C.), est perdue, mais a été connue par au moins deux écrivains chrétiens, Clément d'Alexandrie
 et Arnobius. Elle comprenait une narration de l'histoire mythique de Pygmalion, sculpteur chypriote ayant réalisé une statue cultuelle de la déesse Aphrodite, laquelle prit vie. Ovide a repris l'histoire de Philostéphanos pour en composer une version théâtralisée et augmentée dans ses Métamorphoses, version par laquelle le mythe de Pygmalion est parvenu à l'époque médiévale et jusqu'à nous,.
Les remarques sur Chypre semblent provenir d'un ouvrage plus complet, Des îles. De brèves citations éparses de Philostephanos sur les îles mentionnent aussi la Sicile, Calaurie au large de la côte de Trézène et Stryme, au large de la côte thrace. Pline, dans son Histoire naturelle, cite Philostephanos comme source pour l'affirmation que Jason a été le premier à aller en mer sur un long navire.
D'autres œuvres de Philostephanos nous sont connues par des citations dans des passages d'autres auteurs: Des villes de l'Asie, Sur Cyllène, Epirotica ("Sur l'Épire"), De merveilleuses rivières Sur les inventions et divers commentaires. 
Les fragments de Philostephanos, survivant dans des citations d'autres auteurs, ont été publiés dans les Fragmenta historicorum graecorum
Un autre Philostephanus était un poète comique, peu connu.